# Gianni Mura
Giovanni Diego Mura, detto Gianni (Milano, 9 ottobre 1945 – Senigallia, 21 marzo 2020), è stato un giornalista e scrittore italiano.

## Biografia
Nacque in Lombardia da padre Carabiniere originario di Ghilarza, nell'Oristanese (il quale aveva cambiato cognome da «Porcu» a «Mura»), e madre insegnante di scuola elementare. La sua formazione si indirizzò verso gli studi classici, compiuti al Liceo Ginnasio Statale Alessandro Manzoni.
Tifoso interista in adolescenza, abbandonò tale fede nell'estate 1961, dopo la cessione di Angelillo alla Roma. Nel novembre 1964 ottenne un posto da praticante al quotidiano sportivo La Gazzetta dello Sport, all'epoca diretto da Gualtiero Zanetti, grazie alla segnalazione del proprio istituto che era uso proporre i migliori studenti in italiano alla testata; intanto si iscrive all'Università, presso la facoltà di Lettere moderne. Quello che doveva essere un impiego temporaneo diventa il suo posto di lavoro per otto anni. Durante il periodo alla Gazzetta lavorò dapprima come corrispondente per incontri di calcio di differenti categorie e dal 1965 divenne corrispondente al seguito del Giro d'Italia.
Dato il suo impegno come giornalista, rinunciò agli studi per dedicarsi pienamente alla professione. Si iscrisse all'Ordine dei Giornalisti della Lombardia il 14 aprile 1967, successivamente firmò articoli anche per il Corriere d'Informazione, Epoca e L'Occhio. Nel 1976 iniziò la collaborazione con la Repubblica; segue i Giochi olimpici di Montréal, e nel 1983 diventò membro fisso della redazione. Per tutta la durata del campionato italiano di calcio, tenne una rubrica domenicale intitolata Sette giorni di cattivi pensieri. Sul settimanale Il Venerdì si occupò invece di recensioni enogastronomiche, insieme con la moglie Paola, nella rubrica dal titolo Mangia e bevi. Nel 1998 fu nominato presidente della giuria del premio L'Altropallone, riconoscimento simbolico sportivo per la pace e la solidarietà. Per oltre un ventennio, dal 1997 al 2019, curò – sempre per la Repubblica – un editoriale noto come Intervista al campionato nel quale esprimeva i propri pronostici alla vigilia di ogni torneo di Serie A.

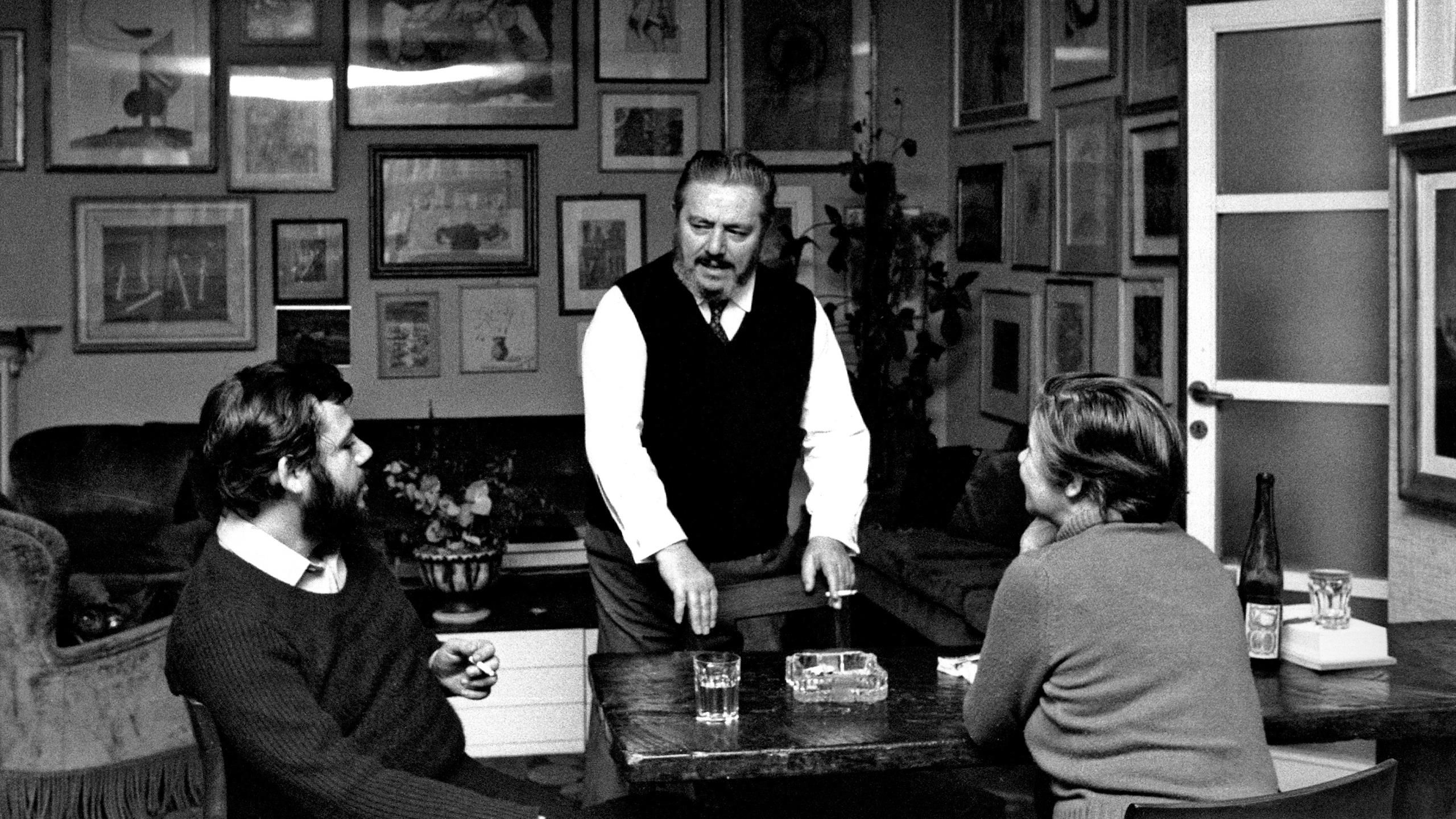
Mura (a sinistra) e Gianni Brera (al centro) a Milano nel 1975

Nel maggio 2007 uscì il suo primo romanzo, Giallo su giallo, vincitore nello stesso anno del Premio Grinzane - Cesare Pavese per la narrativa, ambientato durante l'edizione 2005 del Tour de France, corsa che il giornalista ha seguito per lungo tempo. Alla Grande Boucle, raccontata da alcuni suoi articoli al seguito della carovana, dedicò l'anno seguente il libro La fiamma rossa. Storie e strade dei miei Tour.
Firma storica del Guerin Sportivo, nel 2011 diventò inoltre direttore, insieme a Maso Notarianni, di E - Il mensile, rivista di Emergency che terminerà le pubblicazioni il 25 luglio 2012. In questo stesso anno pubblicò il suo secondo romanzo, Ischia, che ha per protagonista il commissario Magrite. Tra il 2015 e il 2020 tenne una rubrica sul periodico Scarp de' tenis intitolata Le storie di Mura.
Ricoverato per un malore all'ospedale di Senigallia nel marzo 2020, si spense a 74 anni per un attacco cardiaco. Riposa nel cimitero di Lambrate a Milano. Il 2 novembre dello stesso anno il suo nome venne iscritto al famedio del cimitero monumentale di Milano fra i benemeriti della città.

## Opere
- Giallo su giallo, collana I Narratori, Feltrinelli, 2007 .
- La fiamma rossa. Storie e strade dei miei tour, Minimum Fax, 2008.
- Ischia, collana I Narratori, Feltrinelli, 2012.
- Tanti amori. Conversazioni con Marco Manzoni, Feltrinelli, 2013.
- Non gioco più, me ne vado, Il Saggiatore, 2013.
- Non c'è gusto, Minimum Fax, 2015.
- Confesso che ho stonato, Skira, 2017.

## Riconoscimenti
- Premio Saint-Vincent per il giornalismo
  - 2000 – Premio nella categoria inchieste e servizi speciali[15]
- Premio nazionale Andrea Fortunato
  - 2010 – Premio nella categoria giornalismo[16]